# Úlcera per pressió
La úlcera per pressió (UPP) és la lesió i alteració de la pell a conseqüència de la pressió constants d'una prominència òssia amb una superfície externa. Poden desencadenar un greu problema per la persona que ho pateix ja que pot evolucionar i tenir complicacions més severa a nivell de l'organisme. Aquesta pressió disminueix la vascularització de la zona i, en conseqüència, la disminució de l'aport d'oxigen. Això, afavoreix la lesió i necrosi de la zona.

## Epidemiologia
Les úlceres per pressió són un problema important de salut pública. La prevalença en els hospitals catalans és del 7,87%, en atenció primària un 8,51% i finalment, en centres sociosanitaris un 13,41%. Aquesta lesió provoca una alteració física i emocional per la persona i per la seva família.
El ser un problema de salut pública comporta la necessitat de controlar la seva incidència i aplicar mesures per prevenir aquestes lesions. Diferents articles han demostrat la disminució d'aquesta aplicat protocols i guies d'actuació i maneig de les úlceres per pressió. Una bona prevenció és el millor.

## Zones més freqüents d'aparició de UPP

Punts de les úlceres per pressió. En vermell en la posició de decúbit, en blau en la posició lateral

Les zones més freqüents en l'aparició de les úlceres per pressió són aquelles prominències òssies. Aquestes depenen de la posició de la persona. Tot seguit, es podrà observar en el quadre següent més explícitament.

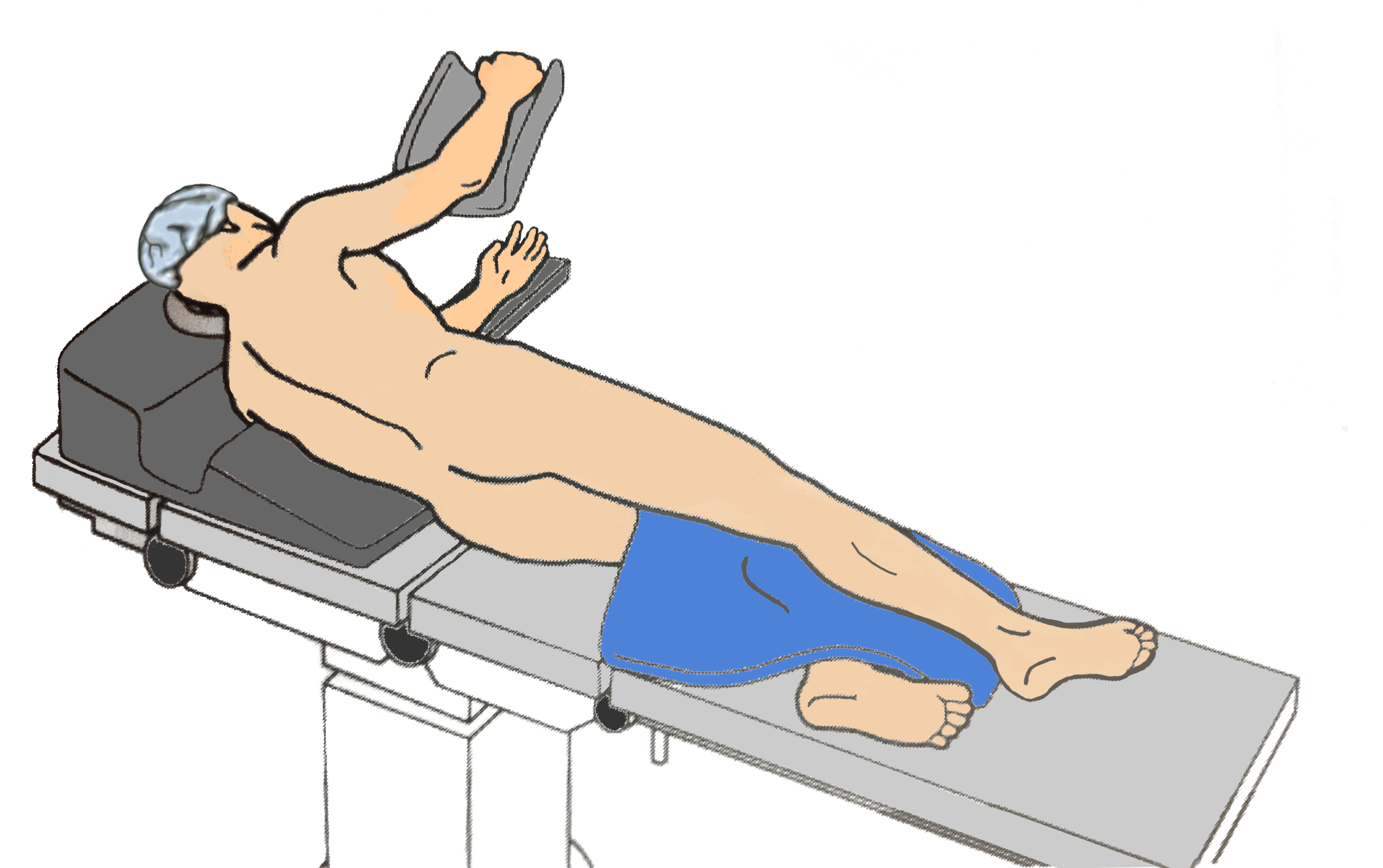
Posició de decúbit lateral en la qual s'observen els punts de més pressió: orelles, espatlla, costelles, maleols...

| Decúbit supí | Decúbit lateral | Decúbit pron    | Sedestació |
| ------------ | --------------- | --------------- | ---------- |
| Occipital    | Orella          | Nas             | Escàpula   |
| Escàpula     | Costelles       | Galtes          | Colzes     |
| Colze        | Cresta ilíaca   | Mames           | Còccix     |
| Sacre        | Espatlla        | Genitals        | Poplítia   |
| Talons       | Maleols         | Genolls         | Talons     |
|              | Trocànter       | Punta dels dits |            |

## Etiologia
Les causes principals de les úlceres per pressió són tres tipus de fenòmens físics: pressió, cisallament i fricció.
- Pressió: La força instantània en una unitat de superfície, aplicada en direcció perpendicular a aquesta. S'aplica una fórmula: pressió + temps = úlcera.[6] Com més temps dura la pressió sobre la prominència òssia més risc de desenvolupar una úlcera per pressió.
- Cisallament: Forces paral·leles a un pla perpendicular a les prominències òssies. Es produeix quan la persona està mal asseguda o el capçal del llit està alçat a > 30 graus. En aquest cas, la pell de la prominència òssia està immòbil però els vasos sanguini no. La diferència de les pressions produeix la lesió.
- Fricció: Resistència que presenten dos cossos amb una superfície de contacte a moure's l'un respecte a l'altre.[7] Per exemple, el frec entre la pell i els llençols.

El mecanisme de formació d'una úlcera per pressió segueix diferents estadis i està condicionat pels factors de risc. La seva producció segueix els passos següents: Pressió externa prolongada, disminució del flux sanguini i en conseqüència l'aport d'oxigen, isquèmia, increment de la permeabilitat capil·lar per combatre l'isquèmia, vasodil·latació, amb extravassació de líquids i infiltrat cel·lular i finalment, hiperèmia activa o eritema.

## Símptomes
Els signes i símptomes de les úlceres per pressió són:
- Dolor
- Eritema
- Tumefacció
- Alteracions de la pell
- Presència de exsudat
- Necrosi del teixit

La seva simptomatologia dependrà de l'estadi en el qual es trobi la lesió. Les úlceres per pressió és classifiquen en 4 estadis que més endavant s'especificaran.

## Diagnòstic

Estadis de les úlceres pèr pressió

El diagnòstic de la lesió es farà mitjançant una exploració i valoració de la persona. Un cop diagnosticades caldrà avaluar la seva extensió i profunditat. Això, permet classificar les úlceres per pressió en 4 estadis diferents. 

| Estadi 1                         | Estadi 2                        | Estadi 3                                                                                  | Estadi 4                             |
| -------------------------------- | ------------------------------- | ----------------------------------------------------------------------------------------- | ------------------------------------ |
| Epidermis i dermis no destruides | Epidermis i/o dermis destruïdes | Destrucció de l'epidermis, dermis i capa subcutània pot afectar fàscia sense travessar-la | Destrucció extensa, necrosi tissular |
| Pell intacte                     | Erosió o flictena               | Cràter profund amb exsudat                                                                | Afectació teixit muscular i òssi     |
| Calor, lleuger edema i induració |                                 | Vores de la lesió ben definides                                                           | Es poden observar fístules           |

Un cop fet el diagnòstic cal explorar i avaluar la zona de forma setmanal i més freqüent si s'han produit canvis en el color, mida o increment exsudat. Així doncs, quan es detecta una úlcera per pressió cal avaluar diferents paràmetres:
- Estadi de la úlcera: 1, 2, 3 o 4.
- Dimensions: Amplada, llargada i volum
- Exsudat: Quantitat (abundant, escàs), tipus (serós, purulent...) i avaluar també l'olor.
- Cavitat: Presència de cavitat o no.
- Teixit: Flictenes, necrosat...
- Dolor: Presència o no de dolor. Com és el dolor? Intermitent, continu...
- Signes infecció: febre, tumefacció, envermelliment...
- Pell perilesional: Estat de la pell que envolta la lesió. Pot ser eritema, macerada, edema...

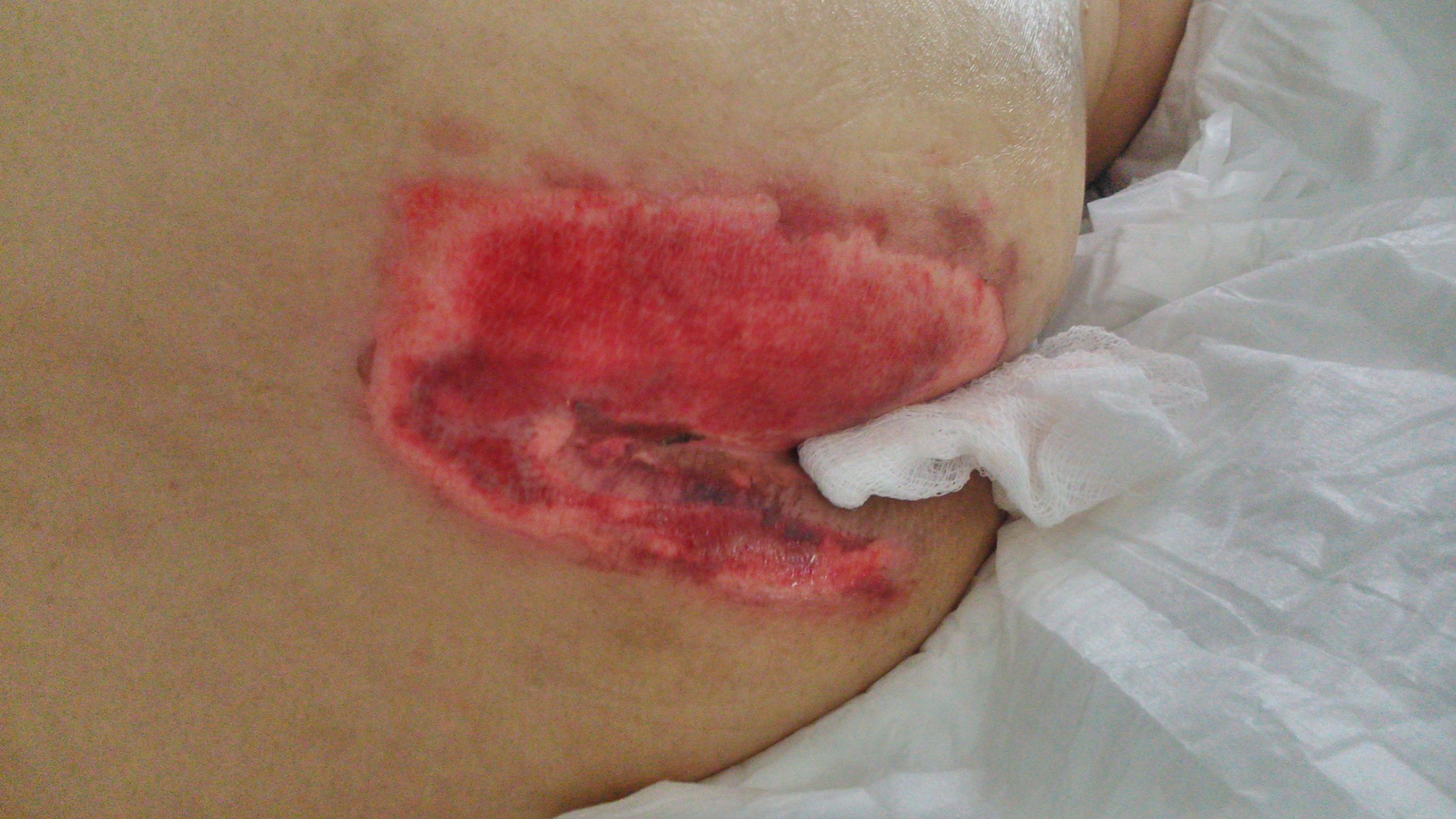
Úlcera a la zona del sacre
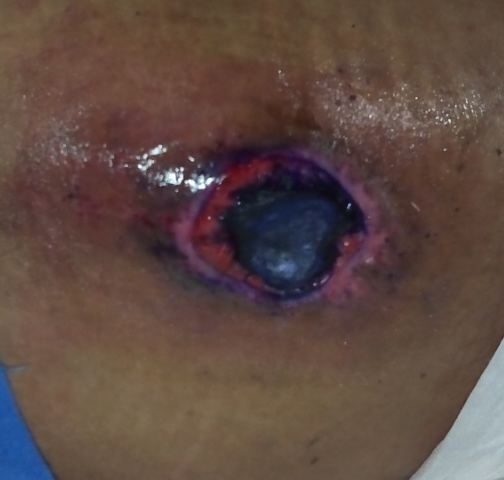
Úlcera a la zona de l'escàpula

## Tractament
La cura de la úlcera per pressió dependrà de molts factors. Poden distingir entre cures adreçades a la lesió o cures de prevenció.
Cures de prevenció
- Afavorir un bon estat nutricional
- Evitar aparició de noves lesions amb protecció de les zones de risc
- Explicar en tot moment l'estat de la lesió i la seva evolució

Cures de la lesió
- Neteja de la ferida: Recomanat fer'ho amb sèrum fisiològic. S'ha de netejar en cada canvi d'apòsit. No fregar, fer-ho per contacte.
- Desbridament: Si hi ha teixit necròtic o esfàcels cal retirar-lo. La seva retirada afavoreix la vascularització de la zona i la seva cura. Hi ha diferents tipus de desbridaments.
- Apòsit: Cal escollir l'apòsit més adequat per a cada tipus de lesió, per això, cal una valoració explícita de l'estadi i característiques d'aquesta.

## Factors de risc
Hi ha tota una sèrie de factors que poden incrementar el risc d'aparició de la lesió. Alguns d'ells són:
- Malnutrició
- Immobilitat
- Alteració consciència
- Edat avançada
- Incontinència urinària i fecal
- Tractament: sedants, immunosupressors...
- Falta d'educació sanitària per les persones
- Malalties cròniques com la diabetis, entre d'altres.

## Prevenció
La prevenció és un punt clau i molt rellevant per evitar l'aparició de les úlceres de pressió i les complicacions associades. Per prevenir aquestes lesions cal: un bon manteniment de la pell, bon estat nutricional i afavorir les mobilitzacions.
- Manteniment pell: Pell neta i seca, explorar la pell cada dia, aplicar crema hidratant, no fer massatge sobre les prominències òssies, evitar la humitat en cas d'incontinència urinària o fecal. La humitat afavoreix la maceració de la zona i incrementa el risc d'úlceres per pressió. Aixugar la pell per contacte i no fregant, no aplicar colònies ja que asseca la pell i afavoreix el risc de lesió.
- Afavorir mobilitzacions: Canvis posturals freqüents en persones dependents i afavorir la mobilització en persones amb mobilitat conservada. Si cal utilitzar matalàs i coixins adaptats antiescares. També, protegir la pell amb productes barrera, que fan una pel·lícula protectora i taloneres per protegir els talons.
- Afavorir un bon estat nutricional: Evitar estats de deshidratació. Avaluar el pes, talla, Índex de Massa Corporal (IMC)...es poden utilitzar escales com Mini nutricional Assessment.[6]

## Escales risc úlceres per pressió
Hi ha tota una sèrie d'escales validades que permeten fer un càlcul del risc que té la persona de desencadenar úlceres per pressió. Algunes d'aquestes escales són
- EMINA: Aquesta escala valorar 5 paràmetres (estat mental, activitat, nutrició, mobilitat i incontinència urinària o fecal). La seva puntuació va de 0 a 15 següent no risc, 1-3 risc baix, de 4 a 7 risc mitjà i de 8 a 15 risc màxim respectivament. S'aplica en adults.[11][12]
- BRADEN: Escala que consta de 6 paràmetres de risc (percepció sensorial, exposició humitat, activitat física/deambulació, mobilitat/canvis posturals, nutrició i cissallament o frec. El seu objectiu és avaluar el risc i així, poder aplicar les mesures de prevenció més indicades. El resultat de l'escala és: Risc baix > 15 punts, risc moderat de 13-14 punts i risc alt <12 punts. S'aplica en adults.[13][14]
- BRADEN Q: Avalua el risc d'úlceres per pressió en nens de 21 dies a 8 anys.[15][16] Consta de 7 apartats i cada un es valora amb una puntuació de 1-4. La puntuació és: < o igual a 16 alt risc, de 17 a 22 risc mitjà i > o igual a 23 risc baix.
- NORTON: Consta de 5 paràmetres i es valoren amb una puntuació de 1 a 4. Menys puntuació, més risc. De 5 a 9 risc molt alt, de 10 a 12 alt, de 13-14 mitjà i < 14 risc baix o mínim.[17]